# لوك رامزي
لوك رامزي هو متسابق يخت كندي، ولد في 31 يناير 1988 في فانكوفر في كندا.

## وصلات خارجية
- الموقع الرسمي
- لوك رامزي على موقع الاتحاد الدولي للملاحة الشراعية (موقع جديد) (الإنجليزية)
- لوك رامزي على موقع اللجنة الأولمبية الدولية (الإنجليزية)
- لوك رامزي على موقع أوليمبيديا (الإنجليزية)
- لوك رامزي على موقع اللجنة الأولمبية الكندية (الإنجليزية)